# 사방천 (경상북도)
사방천(士方川)은 경상북도 경주시 안강읍 검단리의 금곡산에서 발원하여 동쪽으로 흐르다가 사방리를 거쳐 천북면 오야리에서 형산강으로 흘러드는 하천이다. 형산강의 범람을 막는다는 뜻에서 사방(沙防)이라고 부르다가 이후 선비가 많이 산다는 의미의 사방리(士方川)로 개칭되었다. 1996년 6월 25일 오전 이 강에서 사망 사고가 발생하였다.